# Jô Abade
Juvenilza Abade dos Santos, mais conhecida como Jô Abade (Barra do Mendes, 15 de maio de 1967) é uma empresária brasileira. É casada com o músico Di Melo e responsável por sua agenda profissional.

## Biografia
Juvenilza nasceu em 15 de maio de 1967, na cidade de Barra do Mendes, Bahia. Conheceu Di Melo em 2000, num bloco de carnaval, quando o artista decidiu presenteá-la com um de seus discos. O casal tem uma filha, Gabriela, também cantora, que participa de discos e concertos de seu pai.